# Justizvollzugsanstalt Ingolstadt
Die Justizvollzugsanstalt Ingolstadt (kurz JVA Ingolstadt) liegt in der Stadt Ingolstadt in Oberbayern.

## Geschichte
Aus dem Häuserverzeichnis von 1762 ergibt sich, dass auf dem Platz der heutigen Justizvollzugsanstalt Ingolstadt früher das zur Sebastiankirche gehörige Mesnerhaus stand. 1859 wurde an dieser Stelle das Amtsgerichtsgefängnis Ingolstadt errichtet. Es ist seit 1980 verwaltungsmäßig der Justizvollzugsanstalt Kaisheim angegliedert.

## Belegung
Die Justizvollzugsanstalt Ingolstadt ist als Anstalt für den offenen Vollzug konzipiert. Sie verfügt über 44 Haftplätze.